# The Space Pirates
The Space Pirates (Los piratas espaciales) es el sexto serial de la sexta temporada de la serie británica de ciencia ficción Doctor Who, emitido originalmente en seis episodios semanales del 8 de marzo al 12 de abril de 1969. Es el penúltimo serial de Patrick Troughton, y cronológicamente es el último serial de Doctor Who incompleto en los archivos. También es la segunda historia escrita por Robert Holmes, uno de los guionistas de mayor éxito del programa, que posteriormente ascendería a editor de guiones del programa durante la etapa de Tom Baker.

## Argumento
Una banda de piratas espaciales están haciendo explotar balizas en ciertas rutas para obtener su argonita. La TARDIS se materializa en una de ellas justo cuando llegan a ella los piratas. Cuando la hacen estallar, se rompe en pedazos sellados. El Segundo Doctor, Jamie y Zoe están en uno de esos pedazos y son rescatados por el excéntrico Milo Clancey en una vieja nave, la LIZ-79, pero la TARDIS está en otro de los pedazos, uno de los que se llevan los piratas. Llegarán entonces al planeta más cercano, Ta, dominado por la corporación minera Issigri, liderada por Madeleine Issigri, y fundada por su padre y por Clancey, de quien se sospecha que es el líder de los piratas. Zoe ha calculado que el rumbo de los piratas era precisamente Ta. Deberán encontrar a los piratas y detenerles si quieren recuperar la TARDIS.

## Producción
| Episodio          | Fecha de emisión    | Duración | Espectadores en millones | Estado en el archivo              |
| ----------------- | ------------------- | -------- | ------------------------ | --------------------------------- |
| Episodio 1        | 8 de marzo de 1969  | 24:11    | 5,8                      | Sólo quedan fotogramas y el audio |
| Episodio 2        | 15 de marzo de 1969 | 25:02    | 6,8                      | Película de 35mm                  |
| Episodio 3        | 22 de marzo de 1969 | 23:50    | 6,4                      | Sólo quedan fotogramas y el audio |
| Episodio 4        | 29 de marzo de 1969 | 22:25    | 5,8                      | Sólo quedan fotogramas y el audio |
| Episodio 5        | 5 de abril de 1969  | 24:44    | 5,5                      | Sólo quedan fotogramas y el audio |
| Episodio 6        | 12 de abril de 1969 | 24:26    | 5,3                      | Sólo quedan fotogramas y el audio |
| [ 1 ] [ 2 ] [ 3 ] |                     |          |                          |                                   |

- Este serial se escribió para reemplazar a The Dream Spinner, de Paul Wheeler, que por razones técnicas se canceló cuando ya estaba avanzada su producción.
- Patrick Troughton, Frazer Hines y Wendy Padbury estaban todos rodando exteriores para The War Games mientras se grababa el episodio seis, y sólo aparecieron en fragmentos prefilmados. Así, es uno de los dos únicos episodios de los sesenta que no tuvo presente a nadie del reparto regular grabando en estudio, siendo el otro la historia de 1965 Mission to the Unknown.
- Esta es la última historia producida por Peter Bryant, aunque originalmente iba a recibir el crédito de productor para Doctor Who and the Silurians, cosa que no ocurrió cuando Barry Letts asumió el cargo de productor de la serie a tiempo completo.

### Episodios perdidos
- Todos los episodios están perdidos de los archivos de la BBC salvo el segundo, conservado en una filmación de 35mm. También se conservan extractos en película del episodio 1, así como el audio íntegro de todos los episodios.
- El episodio 6 de esta historia es el episodio perdido más reciente de Doctor Who.
- En 1998, el episodio 2 de esta historia (el único que ya conservaba la BBC en los archivos) se descubrió en la colección de un videoaficionado. Se trata de la grabación en videocasete doméstico más antigua conocida de un episodio de Doctor Who directamente de su emisión.[4]

## Lanzamientos en VHS, DVD y CD
- El episodio 2 se publicó en VHS en 1991 en Doctor Who - The Troughton Years, con una presentación grabada en los Lime Grove Studios donde se produjo el episodio uno.
- En noviembre de 2004 se publicó dentro de la compilación Lost in Time, que también incluyó los fragmentos existentes del episodio 1.
- En febrero de 2003 se publicó el audio en CD con narración de Frazer Hines.